# The Bunco Game at Lizardhead
The Bunco Game at Lizardhead è un cortometraggio muto del 1911 scritto, prodotto e diretto da Gilbert M. 'Broncho Billy' Anderson che appare anche tra gli interpreti del film.

## Produzione
Il film fu prodotto dalla Essanay Film Manufacturing Company. Venne girato a Redlands, in California.

## Distribuzione
Distribuito dalla General Film Company, il film - un cortometraggio in una bobina - uscì nelle sale cinematografiche USA il 6 maggio 1911.